# 河外の戦い
河外の戦い（かがいのたたかい）は、紀元前247年に発生した秦と魏・趙・韓・燕・楚の五国合従軍の戦闘。

## 背景
紀元前257年、信陵君魏無忌は邯鄲の戦いで趙を救った功があった。その兄の魏の安釐王の虎符を盗み取り、魏の将軍の晋鄙を殺した。勝利したものの、魏の安釐王の大きな怒りを買うと解っていたので、兵は自分の命令に従っただけで罪はないとして魏に帰し、信陵君と食客は趙に留まった。秦の荘襄王は信陵君が趙に滞在している事を知り、魏に大打撃を与える好機と思った。紀元前247年、大将の蒙驁は秦軍を率いて東向し魏を討伐するように命令した。秦軍は魏に侵攻し、魏軍は敗れた。秦軍の進攻に抵抗できず、魏の安釐王は使者を派遣し信陵君に帰国するように頼んだ。魏王の派遣した使者は黄金の綵幣を持参して、信陵君に帰国して秦軍に抵抗するように求めた。毛公と薛公の勧めもあって、信陵君は魏に帰国することを決意した。信陵君と魏の安釐王の兄弟は十年程会っておらず、再会すると互いに涙した。魏の安釐王は信陵君を上将軍に任命し、魏軍の最高統帥となった。

## 河外の戦い
信陵君の帰国後、魏の安釐王は邯鄲の戦いでの罪を赦し、上将軍の印を授けた。信陵君は各国に書を送り、兵を派遣して魏を救援するように請求した。趙・韓・楚・燕等の国君は信陵君を丁重に迎え入れ、魏に援軍を送った。しかし、斉だけは発兵しなかった。信陵君は魏・趙・韓・楚・燕の五国合従軍を率いて秦に侵攻した。黄河の南で秦軍を大敗させて、秦軍は敗退した。合従軍は河外まで追撃し、秦軍を包囲した。河外でも勝利を収めた。合従軍は勝に乗じて、函谷関まで追撃した。秦軍は函谷関を堅守し、撃って出なかった。合従軍は退兵した。魏の安釐王は秦を破り、失った関東の地の快復の功により、上相となり、五城を封邑として賜った。